# Лозён, Франсуа Номпар I де Комон
Франсуа-Номпар I де Комон (фр. François-Nompar I de Caumont; ум. 5 января 1575), граф де Лозён — французский аристократ.

## Биография
Сын Арно-Номпара де Комона, сеньора де Лозёна, и Катрин де Кастельно.
Виконт де Монбаю, сир де Томбебёф, барон де Пюимьело, Сен-Бертомьё, Пюидофен, консеньор де Монвьель и Виразей, барон де Вертюэй и де Пюигиейем.
Дворянин Палаты короля (1532), принес оммаж Франциску I 16 мая 1539, был полковником тысячи пехотинцев во время королевской поездки в Авиньон (1549). Наместник короля в замке, городе и графстве Блай (1557).
Рыцарь ордена короля (1563), капитан пятидесяти тяжеловооруженных всадников (1566). В 1570 барония Лозён была возведена в ранг графства для Франсуа Номпара и его потомков. 26 ноября 1571 выдал военному казначею Этьену де Бре квитанцию за шестьсот ливров жалования, выплаченных ему за шесть месяцев как капитану пятидесяти копий.
Составил завещание 24 ноября 1568, назначив универсальным наследником своего единственного сына.

## Семья
Жена (контракт 9.07.1534): Шарлотта де Ларошандри (ум. после 23.02.1592), дочь Филиппа де Ларошандри и Жанны де Бомон-Брессюир
Сын:
- Габриель-Номпар I (1535 — после 1585), граф де Лозён. Жена (1560): Шарлотта д'Эстиссак, дочь барона Луи д'Эстиссака и Анны де Дайон